# Jimmy Baker
Jimmy Naief Baker, född 20 oktober 1975 i Visby, är en svensk moderat politiker. Han har varit heltidspolitiker och ledamot i Botkyrka kommunfullmäktige sedan valet 2006 och var mandatperioden 2010-2014 ersättare i Sveriges riksdag. Han är även tidigare kommunalråd i opposition och före detta gruppledare för Moderaterna i Botkyrka kommun.
Baker innehar ett flertal lokalpolitiska uppdrag.  däribland som fullmäktigegruppens ordförande. Han sitter i flera kommunala bolagsstyrelser, bl.a. i SRV Återvinning och Upplev Botkyrka AB. 
Jimmy Baker flyttade till Tumba i Botkyrka kommun som tonåring. Han har ett mångårigt politiskt engagemang och gick med i Moderata Ungdomsförbundet i början av 1990-talet. Under 1994 var han anställd av Moderaterna i Botkyrka för att organisera valinsatserna i kommunen och erhöll efter valet sitt första fritidspolitiska uppdrag, i Barn- och individnämnden.
Som politiker kan han av vissa uppfattas som kontroversiell då han i vissa frågor valt att gå emot den officiella partilinjen, exempelvis att Barnkonventionen borde bli svensk lag eller när han sprejade ett moderat-märke på en laglig graffitivägg.
I Almedalen 2012 var han med och lanserade Botkyrka kommuns interkulturella strategi och höll ett anförande med titeln "Jag är svensk för att jag känner mig svensk." Han har också tagit ställning i frågor om mänskliga rättigheter, asylrätt och religionsfrihet.
Den moderate riksdagsmannen Edip Noyan har kommit i konflikt med Jimmy Baker. Polisen skall ha ansett att hotbilden mot Jimmy Baker varit så allvarlig att denne var i behov av personskydd.
I slutet av augusti 2016 skapade Baker återigen kontroverser när han gick ut och stöttade Donald Trump i det amerikanska presidentvalet 2016
På Moderaternas partistämma i oktober 2017, i en debatt om flyktingpolitiken, ville han att partiet skulle slå fast ”att den nationella kvoten måste kopplas till förmågan att integrera nyanlända i det svenska samhället” och refererade samtidigt till att tidigare statsminister Fredrik Reinfeldt en gång hade tagit dåvarande migrationsminister Tobias Billström "i örat" för att ha sagt ordet "volymer" i samband med ett uttalande om invandringen. 
I januari 2018 gick han ut med att ”svenska värderingar är bättre än nyanländas” och ””Den som väljer att leva i Sverige måste i högre utsträckning anpassa sig till våra värderingar snarare än tvärtom.” och hävdade i den efterföljande debatten ”att de som provoceras av det har en agenda som går emot det vi ser som grundläggande värderingar i vårt samhälle och som man vill kompromissa med eller förändra”.